# František Pošta
František Pošta (* 22. August 1919 in Lány u Rakovníka; † 18. Juli 1991 in Prag) war ein tschechischer Kontrabassist und Musikpädagoge.

## Leben und Wirken
František Pošta erhielt zunächst Geigenunterricht bei Václav Tuček, wechselte später zum Kontrabass und wurde von František Tuček unterrichtet. Von 1934 bis 1939 studierte er am Prager Konservatorium bei Oldřich Šorejs. In der Tschechischen Philharmonie spielte er seit 1939 als Kontrabassist und von 1945 bis 1985 als Solokontrabassist. Er war dort einer der ersten, der den Kontrabass als Solo-Instrument populär machte und im Orchesterspiel einen kantilenen Klang des Instrumentes einführte. Mit dem Orchester machte er internationale Tourneen u. a. in die UdSSR, USA, Japan und Australien.
Als Solist und Kammermusiker konzertierte Pošta weltweit. Er arbeitete außerdem seit dessen Gründung im Jahr 1951 mit dem Ensemble Ars Rediviva zusammen und wirkte bei den Tonaufnahmen des Ensembles mit.
Pošta unterrichtete seit 1953 als Professor am Prager Konservatorium und hielt außerdem Meisterkurse und Vorträge, unter anderem in Finnland, Japan (Tokyo Music Academy), London, Manchester, New York und Wien. Er war ebenfalls Jury-Mitglied bei internationalen Kontrabasswettbewerben, zum Beispiel in Markneukirchen oder auf der Isle of Man. Er war einer der wichtigen Wegbereiter für den Fortschritt der technischen Standards und Unterrichtsmethoden für das Instrument und fertigte außerdem zahlreiche Transkriptionen für den Kontrabass an. Als Solist und Kammermusiker wurden zahlreiche Tonaufnahmen veröffentlicht.
Pošta  spielte auf einem Instrument des Geigenbauers Grancino von 1695. Bezeichnend für seinen besonderen, singenden Ton ist der Titel einer seiner populären Aufnahmen „The singing Grancino of František Pošta“.

## Diskografie (Auswahl)
- Double-Bass Recital. Werke von Vivaldi, Kussewizki, Černý. Mit Jan Panenka, Klavier (Mono-Aufnahme, Supraphon SUK 30189; 1960)
- Antonín Dvořák: Streichquintett G-Dur Op. 77. Mit dem Dvořák-Quartett (Supraphon; 1962)
- Franz Schubert: Quintett A-Dur op. 114 „Die Forelle“. Mit dem Smetana-Quartett (Supraphon; 1962)
- The Grancino Double Bass of František Pošta. Werke von u. a. Bottesini, Kussewizki, Černý. Mit Jaroslav Horák, Viola d’amore; Jan Panenka, Klavier (Supraphon; 1976)
- The Singing Grancino of František Pošta. Werke von u. a. Chopin, Beethoven, Bach, Dvořák, Kussewizki (Supraphon; 1982)
- Bottesini, Koussevitzky, Zimmermann: Dobule Bass Concertos. Dvořák Chamber Orchestra, Dirigent: Josef Vlach (Supraphon; 1986)
- Ditters von Dittersdorf. U.a. Sinfonia Concertante für Viola, Kontrabass und Orchester, Konzert für Kontrabass und Orchester Nr. 1 Es-Dur. Mit Lubomír Malý, Viola; Dvořák Chamber Orchestra, Dirigent: František Vajnar (Supraphon 11 1235-1031; 1990)
- Jan Krumlovský: Parthia for for Viola d’amore and Double-Bass. Mit Jaroslav Horák, Viola d’amore (Supraphon, SUEC 869)

## Hörbeispiele
- Sergei Kussewizki: Konzert für Kontrabass und Orchester Nr. 3 fis-Moll Film-Aufnahme mit dem Dvořák Chamber Orchestra, Dirigent: Josef Vlach.